# Emiliano Buendía
Pour les articles homonymes, voir Buendia.
Emiliano Buendía Stati, né le 25 décembre 1996 à Mar del Plata, est un footballeur international argentin qui évolue au poste de milieu de terrain à Aston Villa.

## Biographie

### En club
Avec l'équipe de Getafe, il joue 22 matchs en première division espagnole, inscrivant un but.
Le 8 juin 2018, il rejoint le club anglais de Norwich City, équipe évoluant en deuxième division.
Durant le mercato 2021, il rejoint le club anglais d’Aston Villa, évoluant en Premier League. Le montant est de 38 millions d'euros.

### En équipe nationale
Avec l'équipe d'Argentine des moins de 20 ans, il participe à la Coupe du monde des moins de 20 ans en 2015. Lors de cette compétition organisée en Nouvelle-Zélande, il joue trois matchs, inscrivant un but contre le Ghana.

## Palmarès

### En club
- Norwich City
  - Champion d'Angleterre de deuxième division en 2019 et 2021.

### Distinctions personnelles
- Nommé meilleur joueur de deuxième division anglaise par l'EFL en 2021.
- Membre de l'équipe-type de deuxième division anglaise en 2021.